# Mu Arae b
Mu Arae b (također HD 160691 b) je egzoplanet u orbiti oko zvijezde Mu Arae iz zviježđa Oltar, udaljene 49.8 svjetlosnih godina. 